# يعقوب جون
يعقوب جون (بالإنجليزية: Yakubu Gowon)‏ مواليد 19 أكتوبر 1934 في نيجيريا، بلاتو، المستعمرة النيجيرية، هو الرئيس الثالث لنيجيريا في الفترة ما بين 1966 و1975. انضم إلى الجيش في عام 1954 ومُنح منصب الملازم الثاني يوم 19 أكتوبر من العام التالي في ميلاده الواحد والعشرين، قاد الانقلاب في يناير 1966 وتوّج رئيساً لنيجيريا، وخاض الحرب الأهلية النيجيرية والتي تسببت بمقتل أكثر من مليون شخص خلال ثلاثة سنوات.

## روابط خارجية
- يعقوب جون على موقع الموسوعة البريطانية (الإنجليزية)
- يعقوب جون على موقع مونزينجر (الألمانية)
- يعقوب جون على موقع إن إن دي بي (الإنجليزية)